# Concorso di reati
Als concorso di reati (it. ‚Verbrechenskonkurrenz‘) bezeichnet man im italienischen Strafrecht das Verhältnis, in dem mehrere Gesetzesverletzungen eines Täters zueinander stehen. Der concorso di reati ist in den Art. 77 ff des codice Rocco geregelt. Man unterscheidet zwei Formen: concorso reale (auch concorso materiale) und concorso ideale (auch concorso formale). Der erste Falle liegt vor, wenn Verbrechen durch mehrere Handlungen oder Unterlassungen verwirklicht werden, der zweite, wenn die Verbrechen durch eine einzige Handlung oder Unterlassung verwirklicht werden. Das italienische Strafrecht sieht im Fall des concorso reale – anders als das Asperationsprinzip in Deutschland – vor, die Einzelstrafen zu kumulieren.